# بخش قلندرآباد
بخش قلندرآباد یکی از بخش‌های شهرستان فریمان در استان خراسان رضوی، ایران است.

## تقسیمات کشوری
- بخش قلندرآباد
  - دهستان سفیدسنگ
  - دهستان قلندرآباد

شهرها: قلندرآباد، سفیدسنگ

## جمعیت
بنابر سرشماری مرکز آمار ایران، جمعیت بخش قلندرآباد شهرستان فریمان در سال ۱۳۸۵ برابر با ۲۲۸۱۶ نفر بوده‌است.